# Germania ai Giochi della I Olimpiade
La Germania partecipò ai Giochi della I Olimpiade che si sono svolti dal 6 al 15 aprile 1896 ad Atene. I tedeschi si piazzarono terzi nel medagliere generale, sia per quanto riguarda il numero di titoli vinti (6), sia per il numero di medaglie totali (13). La disciplina nella quale dominarono fu la ginnastica ritmica.
La medaglia d'oro, conquistata da Fritz Traun nel doppio di tennis, è attribuita alla squadra mista, invece che alla compagine tedesca.

## Medaglie

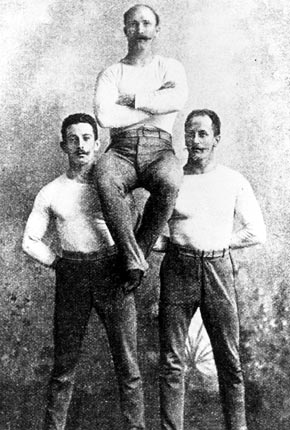
Da destra; Alfred Flatow, Carl Schuhmann e Hermann Weingärtner.

| Medaglia | Atleta | Sport            | Specialità          |
| -------- | --- | ---------------- | ------------------- |
| Oro      | Hermann Weingärtner | Ginnastica       | Trave               |
| Oro      | Alfred Flatow | Ginnastica       | Parallele           |
| Oro      | Carl Schuhmann | Ginnastica       | Volteggio           |
| Oro      | Fritz Hofmann (team leader), Conrad Böcker, Alfred Flatow, Gustav Flatow, Georg Hillmar, Fritz Manteuffel, Karl Neukirch, Richard Röstel, Gustav Schuft, Carl Schuhmann, Hermann Weingärtner | Ginnastica       | Trave a squadre     |
| Oro      | Fritz Hofmann (team leader), Conrad Böcker, Alfred Flatow, Gustav Flatow, Georg Hillmar, Fritz Manteuffel, Karl Neukirch, Richard Röstel, Gustav Schuft, Carl Schuhmann, Hermann Weingärtner | Ginnastica       | Parallele a squadre |
| Oro      | Carl Schuhmann | Lotta            | Lotta greco-romana  |
| Argento  | Alfred Flatow | Ginnastica       | Trave               |
| Argento  | Fritz Hofmann | Atletica leggera | 100 metri piani     |
| Argento  | Hermann Weingärtner | Ginnastica       | Anelli              |
| Argento  | Hermann Weingärtner | Ginnastica       | Cavallo             |
| Bronzo   | Hermann Weingärtner | Ginnastica       | Volteggio           |
| Bronzo   | Fritz Hofmann | Ginnastica       | Fune                |

## Risultati

### Atletica leggera
| Atleta         | Evento             | Finale      | Finale      |
| Atleta         | Evento             | Risultato   | Classifica  |
| -------------- | ------------------ | ----------- | ----------- |
| Fritz Hofmann  | 100 metri piani    | 12"2        |             |
| Fritz Traun    | 100 metri piani    | Sconosciuto | 1º turno    |
| Kurt Doerry    | 100 metri piani    | Sconosciuto | 1º turno    |
| Kurt Doerry    | 110 metri ostacoli | Sconosciuto | 1º turno    |
| Fritz Hofmann  | 400 metri piani    | Sconosciuto | 4°          |
| Kurt Doerry    | 400 metri piani    | Sconosciuto | 1º turno    |
| Fritz Traun    | 800 metri          | Sconosciuto | 1º turno    |
| Carl Galle     | 1500 metri         | 4'39"0      | 4°          |
| Carl Schuhmann | Salto in lungo     | Sconosciuto | Sconosciuto |
| Carl Schuhmann | Salto triplo       | Sconosciuto | 5°          |
| Fritz Hofmann  | Salto triplo       | Sconosciuto | Sconosciuto |
| Carl Schuhmann | 800 metri          | Sconosciuto | Sconosciuto |
| Fritz Hofmann  | 1500 metri         | Sconosciuto | Sconosciuto |

### Ciclismo
| Atleta              | Evento                 | Finale      | Finale      |
| Atleta              | Evento                 | Risultato   | Classifica  |
| ------------------- | ---------------------- | ----------- | ----------- |
| August von Gödrich  | Corsa in linea         | 3h43'18"    |             |
| Joseph Rosemeyer    | 2000 metri su pista    | ritirato    | Sconosciuto |
| Joseph Welzenbacher | 12 ore su pista        | ritirato    | Sconosciuto |
| Joseph Rosemeyer    | 10 kilometri su pista  | Sconosciuto | 4°          |
| Bernard Knubel      | 100 kilometri su pista | Sconosciuto | Sconosciuto |
| Theodor Leupolt     | 100 kilometri su pista | Sconosciuto | Sconosciuto |
| Joseph Rosemeyer    | 100 kilometri su pista | Sconosciuto | Sconosciuto |
| Joseph Welzenbacher | 100 kilometri su pista | Sconosciuto | Sconosciuto |
| Theodor Leupolt     | Cronometro su pista    | 27"0        | 5°          |
| Joseph Rosemeyer    | Cronometro su pista    | 27"2        | 8°          |

### Ginnastica

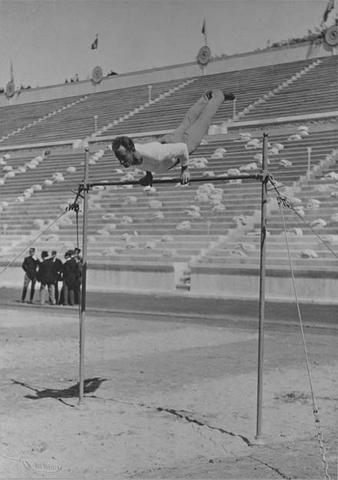
Hermann Weingartner alla trave

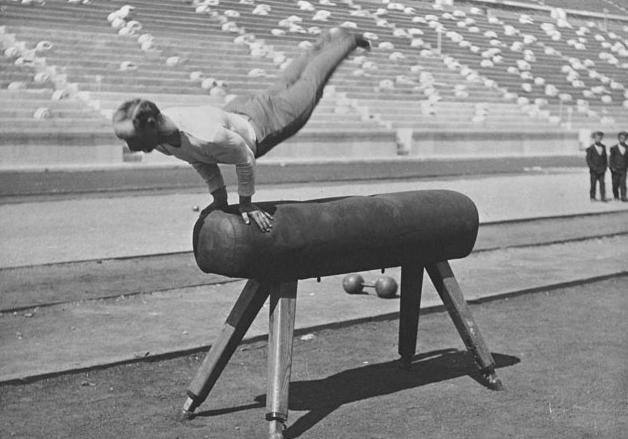
Carl Schuhmann al volteggio

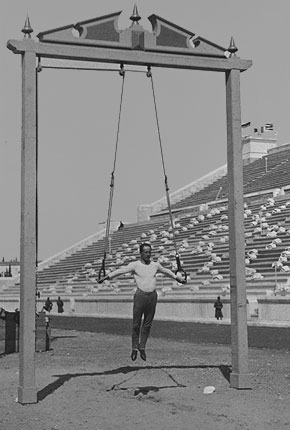
Hermann Weingartner agli anelli

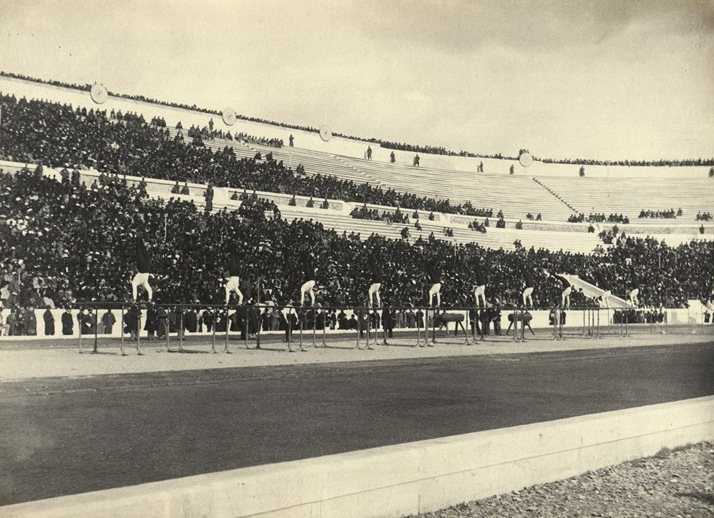
La squadra tedesca nella gara delle parallele a squadre

| Atleta | Evento              | Finale      | Finale      |
| Atleta | Evento              | Tempo       | Classifica  |
| --- | ------------------- | ----------- | ----------- |
| Alfred Flatow | Parallele           | Sconosciuto |             |
| Conrad Böcker | Parallele           | Sconosciuto | Sconosciuto |
| Gustav Flatow | Parallele           | Sconosciuto | Sconosciuto |
| Georg Hillmar | Parallele           | Sconosciuto | Sconosciuto |
| Fritz Manteuffel | Parallele           | Sconosciuto | Sconosciuto |
| Karl Neukirch | Parallele           | Sconosciuto | Sconosciuto |
| Richard Röstel | Parallele           | Sconosciuto | Sconosciuto |
| Gustav Schuft | Parallele           | Sconosciuto | Sconosciuto |
| Carl Schuhmann | Parallele           | Sconosciuto | Sconosciuto |
| Hermann Weingärtner | Parallele           | Sconosciuto | Sconosciuto |
| Hermann Weingärtner | Trave               | Sconosciuto |             |
| Alfred Flatow | Trave               | Sconosciuto |             |
| Conrad Böcker | Trave               | Sconosciuto | Sconosciuto |
| Gustav Flatow | Trave               | Sconosciuto | Sconosciuto |
| Georg Hillmar | Trave               | Sconosciuto | Sconosciuto |
| Fritz Manteuffel | Trave               | Sconosciuto | Sconosciuto |
| Karl Neukirch | Trave               | Sconosciuto | Sconosciuto |
| Richard Röstel | Trave               | Sconosciuto | Sconosciuto |
| Gustav Schuft | Trave               | Sconosciuto | Sconosciuto |
| Carl Schuhmann | Trave               | Sconosciuto | Sconosciuto |
| Carl Schuhmann | Volteggio           | Sconosciuto |             |
| Hermann Weingärtner | Volteggio           | Sconosciuto |             |
| Conrad Böcker | Volteggio           | Sconosciuto | Sconosciuto |
| Alfred Flatow | Volteggio           | Sconosciuto | Sconosciuto |
| Gustav Flatow | Volteggio           | Sconosciuto | Sconosciuto |
| Georg Hillmar | Volteggio           | Sconosciuto | Sconosciuto |
| Fritz Manteuffel | Volteggio           | Sconosciuto | Sconosciuto |
| Karl Neukirch | Volteggio           | Sconosciuto | Sconosciuto |
| Richard Röstel | Volteggio           | Sconosciuto | Sconosciuto |
| Gustav Schuft | Volteggio           | Sconosciuto | Sconosciuto |
| Hermann Weingärtner | Cavallo             | Sconosciuto |             |
| Conrad Böcker | Cavallo             | Sconosciuto | Sconosciuto |
| Alfred Flatow | Cavallo             | Sconosciuto | Sconosciuto |
| Gustav Flatow | Cavallo             | Sconosciuto | Sconosciuto |
| Georg Hillmar | Cavallo             | Sconosciuto | Sconosciuto |
| Fritz Manteuffel | Cavallo             | Sconosciuto | Sconosciuto |
| Karl Neukirch | Cavallo             | Sconosciuto | Sconosciuto |
| Richard Röstel | Cavallo             | Sconosciuto | Sconosciuto |
| Gustav Schuft | Cavallo             | Sconosciuto | Sconosciuto |
| Carl Schuhmann | Cavallo             | Sconosciuto | Sconosciuto |
| Hermann Weingärtner | Anelli              | Sconosciuto |             |
| Carl Schuhmann | Anelli              | Sconosciuto | 5°          |
| Conrad Böcker | Anelli              | Sconosciuto | Sconosciuto |
| Alfred Flatow | Anelli              | Sconosciuto | Sconosciuto |
| Gustav Flatow | Anelli              | Sconosciuto | Sconosciuto |
| Fritz Hofmann | Fune                | 12,5 m      |             |
| Fritz Hofmann (team leader), Conrad Böcker, Alfred Flatow, Gustav Flatow, Georg Hillmar, Fritz Manteuffel, Karl Neukirch, Richard Röstel, Gustav Schuft, Carl Schuhmann, Hermann Weingärtner | Trave a squadre     | Sconosciuto |             |
| Fritz Hofmann (team leader), Conrad Böcker, Alfred Flatow, Gustav Flatow, Georg Hillmar, Fritz Manteuffel, Karl Neukirch, Richard Röstel, Gustav Schuft, Carl Schuhmann, Hermann Weingärtner | Parallele a squadre | Sconosciuto |             |

### Lotta

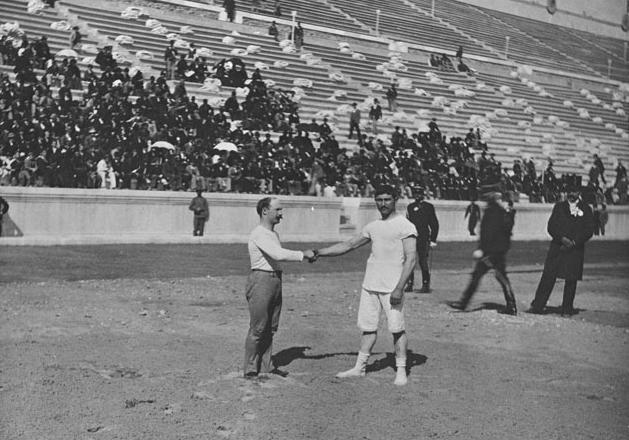
Schuhmann e Tsitas si stringono la mano, dopo la finale nella lotta.

| Atleta         | Evento             | Finale      | Finale     |
| Atleta         | Evento             | Punteggio   | Classifica |
| -------------- | ------------------ | ----------- | ---------- |
| Carl Schuhmann | Lotta greco-romana | Sconosciuto |            |

### Sollevamento pesi
| Atleta         | Evento                    | Finale    | Finale     |
| Atleta         | Evento                    | Punteggio | Classifica |
| -------------- | ------------------------- | --------- | ---------- |
| Carl Schuhmann | Sollevamento con due mani | 90,0 kg   | 4°         |

### Tennis
| Atleta      | Evento    | Finale    | Finale     |
| Atleta      | Evento    | Punteggio | Classifica |
| ----------- | --------- | --------- | ---------- |
| Fritz Traun | Singolare | ---       | 1º Turno   |